# Torre del Grau Vell
El fortí o torre del Grau de Vell, situat al municipi de Sagunt, comarca del Camp de Morvedre, és una antiga fortificació a la província de València. Està catalogat com a Bé d'interès cultural. Es troba a la partida de la Vila, al Barri del Grau Vell, al sud de la siderúrgica, i també és coneguda com a Torre i Bateria del Grau de Morvedre o Grau de Morvedre.

## Descripció historicoartística
El rei Joan II de Aragó, va autoritzar a 1459, el port de Sagunt, com a únic punt d'embarcament a la costa de Morvedre, de manera que quedava centralitza la sortida de mercaderies. Això va necessitar de construir zones d'emmagatzematge de mercaderies, així com oficines pel cobrament dels impostos i taxes pertinents, a més d'unes defenses costaneres i una vigilància adequada a les noves circumstàncies.
Tot això, se suma als acords duts a terme el 1528 a les Corts de Montsó, per a la construcció de defenses litorals i la creació d'una guàrdia costanera. Les defenses van consistir majoritàriament en la construcció d'una sèrie de torres de guaita fortificades, que estaven en continu contacte visual i d'un altre costa a través de guàrdies a cavall. Amb aquestes mesures es tractava de reduir al mar Mediterrània, en la mesura possible l'impacte negatiu de pirates i corsaris de diverses nacionalitats, entre ells els turcs i berberiscos.
Més tard, el 1575 el Rei Felip II de Castella va encarregar Vespasià Gonzaga, virrei de València, un estudi de defensa del litoral. Aquest sistema defensiu estava regulat per unes ordenances que es van mantenir durant els segles xvi i xvii, i que van fer que totes les torres es construïssin seguint les mateixes pautes i directrius.
Existeix documentació escrita sobre l'existència d'una bateria, construïda al capdavant est de la Torre. Aquesta està construïda en terreny pla, a la platja, amb la missió de defensar la costa entre les torres de Cap Canet, avui desapareguda, i la del Puig.
El fortí o torre del Grau de Vell de Sagunt és doncs, en realitat, un conjunt defensiu, que s'hagi compost de diverses construccions : torre, bateria, magatzems i pati tancat. Gaspar Escolano, denominava a aquest fortí «la casa del Grau de Morvedre». Segons Antoni Chabret i Fraga, historiador, i cronista oficial de Sagunt, els magatzems (a la llinda es llegeix la data 1711) que formen part del conjunt defensiu, van ser construïts a partir de 1607, la qual cosa va donar lloc a una línia de cases adossades a la torre ja existent. Per això, es creu que van existir quatre èpoques diferents per a la construcció del conjunt defensiu:
- Anterior al segle xvi: Moment en què es porta a terme l'aixecament del Tancat o «gran corral», el qual disposava de pas de ronda i algun tipus de cobert adossat als paraments, utilitzats pel personal que hi residia per als seus necessitats i serveis, així com un pou d'aigua dolça.
- Durant el segle xvi: Es construeix la Torre, situada a l'esquerra de la tanca, en el seu front aquest, a la qual s'accedeix des de l'interior del pati.
- Durant el [segle xvii: s'aixeca el magatzem, annex al parament sud del tancat.
- Durant el segle xviii: es va haver erigir més zona d'emmagatzematge, donat la llinda amb data posterior a 1607, que hem comentat anteriorment, així com la bateria,[3] fortificada de forma pentagonal construïda 1781, que té un escut borbònic, bordó superior i diverses gàrgoles.[4]

L'edifici és quadrangular i robust. A més posseeix una bateria fortificada de forma pentagonal amb un escut borbònic construïda en 1781.
La torre té una altura propera als deu metres, és quadrangular, d'aspecte fort i robust. La seva porta d'entrada es troba a una alçada superior del sòl, orientada a la part oest, oposada al mar. Els angles de les cantonades són de carreus. Posseeix espitlleres, matacà, finestra i la seua primitiva porta d'accés a la qual s'accedia per una escala mòbil (avui desapareguda).